# Delia mastigophalla
Delia mastigophalla este o specie de muște din genul Delia, familia Anthomyiidae, descrisă de Xue, Wang și Li în anul 1993.
Este endemică în Shanxi. Conform Catalogue of Life specia Delia mastigophalla nu are subspecii cunoscute.